# طرح گرسنگی

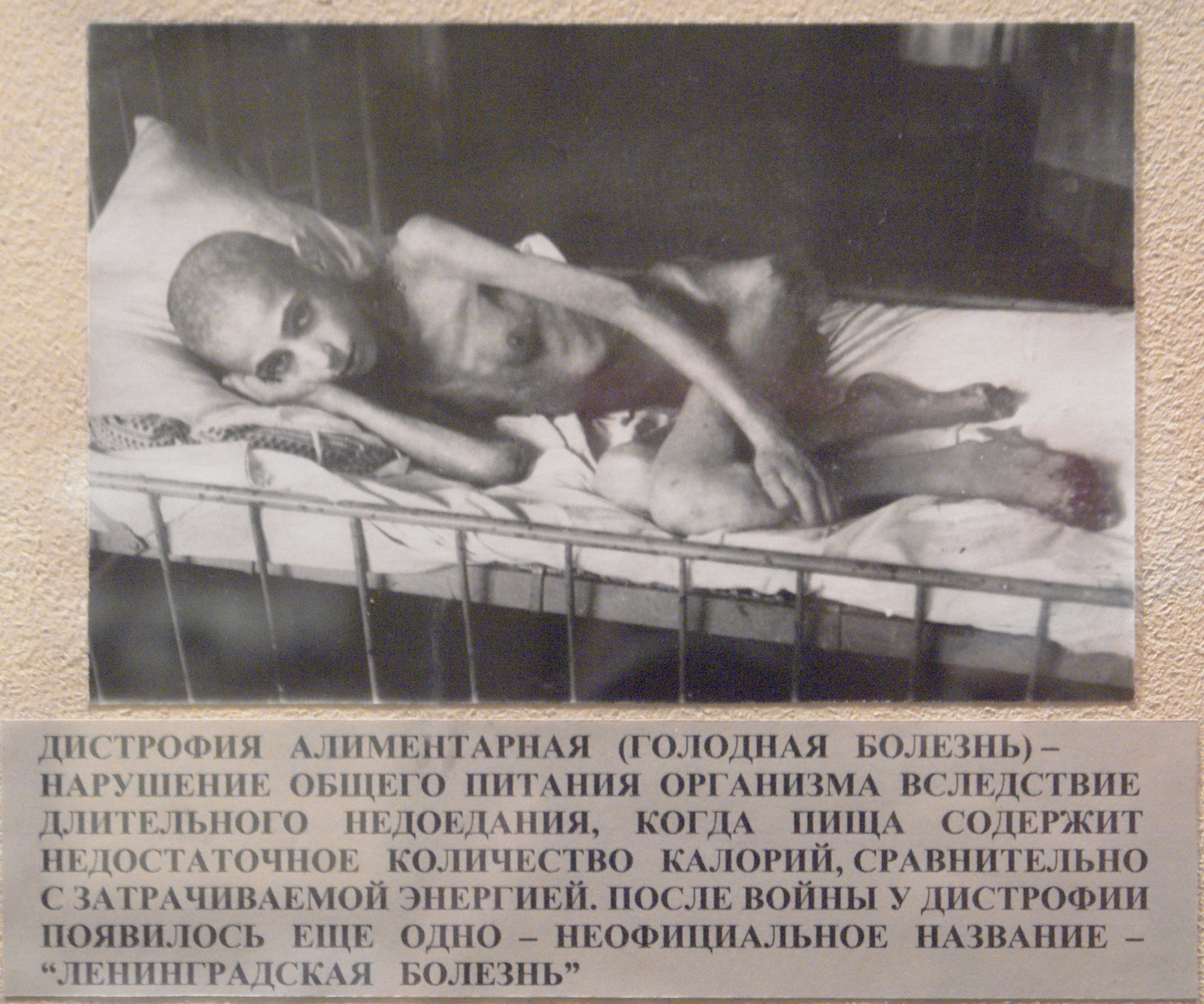
نمایی از یک‌قربانی طرح گرسنگی، مبتلا به «ماراسموس» در محاصره لنینگراد

طرح گرسنگی (آلمانی: der Hungerplan; der Backe-Plan) طرحی بود که توسط بوروکرات‌های آلمان نازی در طول جنگ جهانی دوم برای ضبط مواد غذایی از اتحاد جماهیر شوروی سوسیالیستی و دادن آن به سربازان و غیرنظامیان آلمانی تهیه شد. این طرح مستلزم نسل‌کشی با گرسنگی شدید دادن میلیون‌ها اسلاو به دنبال عملیات بارباروسا، تهاجم سال ۱۹۴۱ به اتحاد جماهیر شوروی بود (به طرح جامع برای شرق مراجعه کنید). فرضیه پشت طرح گرسنگی این بود که آلمان در تأمین مواد غذایی خودکفا نیست. برای تداوم جنگ و حفظ روحیه داخلی، به هر قیمتی که شده به غذا از سرزمین‌های فتح شده نیاز دارد. این طرح به عنوان یک عمل سیاسی باعث قحطی شد و میلیون‌ها نفر را کشت.